# Tova Hollender
Tova Ida Margaretha Hollender, född 7 oktober 1999, är en svensk musikalartist och skådespelare. Hon är utbildad vid Balettakademien Göteborg och avlade examen 2022. Därefter har hon arbetat på Säffleoperan, Astrid Lindgrens värld och Göteborgsoperan.
Hösten 2022 spelade hon musikalen Så som i himmelen på Säffleoperan. Sommaren 2023 spelade hon Anna i folklustspelet Värmlänningarna i Ransäter. Sommaren 2024 medverkade Hollender i Tomas Ledins nyskrivna musikal Höga kusten, som är ett bygdespel. Där spelade hon den kvinnliga huvudrollen Svea, Ledins farmor. 2025 spelar Hollender åter igen samma roll i samma musikal.
År 2023 medverkade hon i SVT:s TV-program Doobidoo tillsammans med Peter Johansson.